# Ignotae nemini
Ignotae nemini è un'enciclica di papa Pio VI, datata 21 novembre 1792, nella quale il Pontefice elogia la Chiesa tedesca per la larga ospitalità concessa al clero esule dalla Francia e raccomanda che tale accoglienza s'intensifichi sempre più a favore di quanti stanno soffrendo per la fede cristiana.

## Fonte
- Tutte le encicliche e i principali documenti pontifici emanati dal 1740. 250 anni di storia visti dalla Santa Sede, a cura di Ugo Bellocci. Vol. II: Clemente XIII (1758-1769), Clemente XIV (1769-1774), Pio VI (1775-1799), Pio VII (1800-1823), Libreria Editrice Vaticana, Città del Vaticano 1994.